# Kim Won il
Kim Won il (esta es la romanización preferida del nombre según LTI Korea), nacido en 1942, es un escritor surcoreano.

## Biografía
Kim Won il nació el 15 de marzo de 1942 en Gimhae, provincia de Gyeongsang del Norte, Corea del Sur. Era solo un niño cuando su padre, un activista comunista, huyó a Corea del Norte durante la guerra de Corea. Dejó a su mujer y a cuatro hijos un legado de pobreza y sospecha por su ideología. Kim Won il fue a la escuela secundaria de agricultura de Daegu y se graduó por la Escuela de Arte Sorabol y la Universidad de Yeungnam, además obtuvo un máster de literatura coreana en la Universidad Dankook.
Debutó en la literatura en 1966 cuando su relato corto "Argelia, 19612 ganó un concurso patrocinado por el periódico Noticias Diarias de Daegu. Al siguiente año su cuento "Fiesta de oscuridad" (Eodumui chukje) fue escogida para la publicación Literatura Contemporánea (Hyeondae munhak).
En el año 2013 Kim Won il trabaja en el departamento de Escritura Creativa de la Universidad Nacional de Suncheon, donde trabaja con el poeta coreano Kwak Jae-gu.

## Obra
Empezó a escribir a principios de la década de 1970. Sus primeras obras fueron relatos cortos repletos de traumas y memorias amargas de la infancia, con familias destruidas por conflictos sin especificar. En otras palabras, contó su propia experiencia. Publicó su primera recopilación de relatos Alma hecha de oscuridad en 1973 y ganó el Premio de Literatura Contemporánea en 1974. Su primera novela completa Crepúsculo se publicó en 1978.
Kim Won il fue el representante de la llamada "literatura del pueblo", una literatura en la que los escritores afirmaban o mostraban un mundo en el que todas las tragedias de Corea eran el resultado de la separación de la nación por las potencias extranjeras poco después de la liberación. Argumentaban que sin la división no habría habido luchas ideológicas entre el norte y el sur, ni familias separadas ni tampoco necesidad de dictaduras en Corea del Sur. En la década de 1980 los escritores coreanos se empezaron a centrar en la división y sus resultados. Ésta fue llamada la "literatura de la división" y Kim Won il fue uno de sus escritores más importantes.
Él pensaba que la guerra y la división habían dejado cicatrices que la prosperidad económica no podían borrar. En su novela El valle de invierno rememora la historia de la masacre de la aldea de Gochang, donde se mató a sus habitantes porque se creía que habían colaborado con las guerrillas comunistas durante la guerra de Corea. Captura el paisaje psicológico de los asustados aldeanos atrapados entre las ideologías de izquierda y derecha y las guerrillas comunistas escondidas en las afueras de la aldea.
El mensaje que contiene la obra de Kim Won il, que acabó en 1993 con la novela de nueve volúmenes El pino siempre verde, es que el sufrimiento determinado por la historia se puede superar, como también se puede superar la debilidad humana.
Su novela autobiográfica La casona de los patios se adaptó como serie de televisión en 1990.

### Obras traducidas al español
La casona de los patios (español)

La cárcel del corazón y otros relatos (español)

### Obras en coreano (lista parcial)
Fiesta de oscuridad (Eodum ui chukje, 1973)

El viento que hoy sopla (Oneul buneun baram, 1976) 

El ocaso (Noeul, 1978) 

Meditaciones en un escondite (1979) 

Las cadenas de la oscuridad (Eodumui saseul, 1979) 

Un festival de fuego (Buleui jejeon, 1983) 

El viento y el río (Baram gwa gang, 1985) 

El valle de invierno (1987) 

La casona de los patios (1989) 

El largo camino que va hasta allí (Geugose ireuneun meon gil, 1992) 

El pino siempre verde (Neul pureun sonamu, 1993)

## Premios
- Premio de literatura contemporánea (Hyundae Munhak) (1975)
- Premio de literatura del Presidente de la República de Corea (1979)
- Premio de escritores creativos coreanos (1979)
- Premio Dong-in de literatura (1983)
- Premio Yi Sang de literatura (1990)
- Premio Han Musuk de literatura (1998).[4]